# Pungeleria donzelaria
Pungeleria donzelaria là một loài bướm đêm trong họ Geometridae.